# Marquetalia
Marquetalia és un municipi de Colòmbia, del departament de Caldas.
Té una superfície de 91 km² i és el tercer municipi més petit de Caldas després de Marmato i La Merced. Està al nord-est del departament i comprèn la ciutat de Marquetalia, i les de 
Pensilvania, La Dorada, Marulanda, Manzanares i Samaná a més de 48 llogarets rurals. Es troba a 15° 18′ de latitud nord i 75° 3′ de longitud oest. Els seus límits actuals foren establerts el 1970 i deriven del Decret 803/1940. Té al nord els municipis de Samaná i Pensilvania; al sud, el de Fresno-Mariquita (a Tolima); a l'est, el de Victoria; i a l'oest el de Manzanares.

## Història
El 1890 va sorgir el poble amb el nom de San Joaquín de Risaralda. La regió es deia Marquetona i tenia d'altres districtes de més importància com Pueblo Ganchos i Santa Elena. El primer corregidor fou nomenat el 21 de juny de 1901, i el 26 d'abril de 1924 fou elevat a municipi amb el nom de Núñez que va canviar el 1932 a Marquetalia.